# SV Grödig
El Sportverein Grödig es un equipo de fútbol austriaco de la localidad de Grödig que juega en la Landesliga, el cuarto nivel de fútbol del país.

## Historia
Este equipo se fundó, el 20 de marzo de 1948 en la ciudad de Grödig y jugó por primera vez en la Bundesliga  en la temporada 2013/14. Ya en su primer año en la categoría máxima del fútbol austriaco, el equipo logró clasificarse para la Europa League, terminando la primera temporada en tercera posición. Durante aquella temporada, incluso llegó a ocupar la segundo posición en 16 de las 36 jornadas.
El equipo tras descender de la Bundesliga en la temporada 2015/16 decidió que no jugaría en la Primera Liga de Austria y que descendería a la tercera categoría.

## Palmarés
- Primera Liga de Austria: 1

2012/13

## Participación en competiciones de la UEFA
| Temporada | Torneo             | Ronda            | Club            | Casa | Visita | Global  |
| --------- | ------------------ | ---------------- | --------------- | ---- | ------ | ------- |
| 2014–15   | UEFA Europa League | Clasificatoria 2 | FK Čukarički    | 1–2  | 4–0    | 5–2     |
| 2014–15   | UEFA Europa League | Clasificatoria 3 | Zimbru Chișinău | 1–2  | 1–0    | 2–2 (a) |

## Entrenadores
| - Herbert Moser (2004-2005) - Miroslav Bojčeski (2005-2006) - Eduard Glieder (2006-2007) - Heimo Pfeifenberger (2007-2008) - Miroslav Bojčeski (2008-2009) - Michael Brandner (2009-2010) - Johann Davare (2010) - Heimo Pfeifenberger (2010-2012) - Adi Hütter (2012-2014) | - Michael Baur (2014-2015) - Peter Schöttel (2015-2016) - Andreas Fötschl (2016-2017) - Jilmaz Özel (2017) - Mario Messner (2018) - Michael Brandner (2018) - Miroslav Bojčeski (2018-2020) - Heimo Pfeifenberger (2020-2021) - Thomas Schnöll (2022-Act.) |